# Amtsgericht Bergheim
Bergheim ist Sitz des Amtsgerichts Bergheim, das für die Städte Elsdorf, Bedburg, Bergheim und Pulheim im nördlichen Rhein-Erft-Kreis zuständig ist. In dem 315 km² großen Gerichtsbezirk leben rund 163.000 Menschen. Außerdem ist das Amtsgericht Bergheim für die Landwirtschaftssachen der Amtsgerichtsbezirke Bergheim, Brühl, Kerpen und Köln zuständig.

## Übergeordnete Gerichte
Das dem Amtsgericht Bergheim übergeordnete Landgericht ist das Landgericht Köln, das wiederum dem Oberlandesgericht Köln untersteht.